# 小行星11441
小行星11441（11441 Anadiego）是一颗绕太阳运转的小行星，为主小行星带小行星。该小行星于1975年12月19日发现。

## 轨道参数
小行星11441的轨道半长轴为382 997 797 km，2.5601457 UA，离心率为0.258。